# Diocesi di Coatzacoalcos
La diocesi di Coatzacoalcos (in latino: Dioecesis Coatzacoalsensis) è una sede della Chiesa cattolica in Messico suffraganea dell'arcidiocesi di Jalapa. Nel 2021 contava 1.055.600 battezzati su 1.306.800 abitanti. È retta dal vescovo Rutilo Muñoz Zamora.

## Territorio
La diocesi comprende 12 comuni nell'estrema parte meridionale dello stato messicano di Veracruz: Agua Dulce, Coatzacoalcos, Cosoleacaque, Hidalgotitlán, Ixhuatlán del Sureste, Las Choapas, Minatitlán, Moloacán, Nanchital de Lázaro Cárdenas del Río, Pajapan, Uxpanapa e Zaragoza.
Sede vescovile è la città di Coatzacoalcos, dove si trova la cattedrale di San Giuseppe.
Il territorio si estende su una superficie di 10.500 km² ed è suddiviso in 27 parrocchie, raggruppate in 4 decanati: San Miguel, San Gabriel, San Rafael, Santa María de los Ríos.

## Storia
La diocesi è stata eretta il 14 marzo 1984 con la bolla Plane conscii di papa Giovanni Paolo II, ricavandone il territorio dalla diocesi di San Andrés Tuxtla.
L'11 giugno 1994, con la lettera apostolica Notae sunt, lo stesso papa Giovanni Paolo II ha confermato San Giuseppe patrono della diocesi.

## Cronotassi dei vescovi
Si omettono i periodi di sede vacante non superiori ai 2 anni o non storicamente accertati.
- Carlos Talavera Ramírez † (14 marzo 1984 - 24 settembre 2002 ritirato)
- Rutilo Muñoz Zamora, dal 24 settembre 2002

## Statistiche
La diocesi nel 2021 su una popolazione di 1.306.800 persone contava 1.055.600 battezzati, corrispondenti all'80,8% del totale.
| anno | popolazione | popolazione | popolazione | presbiteri | presbiteri | presbiteri | presbiteri                | diaconi | religiosi | religiosi | parrocchie |
| anno | battezzati  | totale      | %           | numero     | secolari   | regolari   | battezzati per presbitero | diaconi | uomini    | donne     | parrocchie |
| ---- | ----------- | ----------- | ----------- | ---------- | ---------- | ---------- | ------------------------- | ------- | --------- | --------- | ---------- |
| 1990 | 715.000     | 890.000     | 80,3        | 38         | 27         | 11         | 18.815                    | 2       | 14        | 69        | 22         |
| 1999 | 918.993     | 1.031.344   | 89,1        | 50         | 40         | 10         | 18.379                    | 4       | 13        | 76        | 24         |
| 2000 | 886.240     | 1.113.594   | 79,6        | 49         | 40         | 9          | 18.086                    | 4       | 18        | 70        | 24         |
| 2001 | 849.469     | 1.039.562   | 81,7        | 50         | 44         | 6          | 16.989                    | 4       | 15        | 75        | 24         |
| 2002 | 857.408     | 1.039.558   | 82,5        | 48         | 42         | 6          | 17.862                    | 4       | 13        | 74        | 24         |
| 2003 | 824.246     | 1.030.068   | 80,0        | 51         | 46         | 5          | 16.161                    | 4       | 14        | 80        | 25         |
| 2004 | 878.899     | 1.080.699   | 81,3        | 47         | 41         | 6          | 18.699                    | 3       | 14        | 91        | 25         |
| 2006 | 795.419     | 988.553     | 80,5        | 52         | 46         | 6          | 15.296                    | 3       | 13        | 91        | 25         |
| 2013 | 895.000     | 1.054.000   | 84,9        | 62         | 61         | 1          | 14.435                    | 1       | 2         | 75        | 25         |
| 2016 | 915.292     | 1.133.164   | 80,8        | 71         | 67         | 4          | 12.891                    | 1       | 6         | 123       | 26         |
| 2019 | 1.029.710   | 1.274.820   | 80,8        | 71         | 69         | 2          | 14.502                    | 1       | 3         | 65        | 27         |
| 2021 | 1.055.600   | 1.306.800   | 80,8        | 73         | 70         | 3          | 14.460                    | 1       | 4         | 83        | 27         |